# 辽宁朝鲜文报
《辽宁朝鲜文报》（中国朝鲜语：／ Ryonyŏng Sinmun），是中华人民共和国辽宁报刊传媒集团所属的一份朝鲜语报纸，1958年创刊，每周二刊，是目前唯一面向辽宁全省发行的朝鲜文报纸。